# Crouan
La Société des automobiles Crouan è stata una casa automobilistica francese attiva dal 1897 al 1904.

## Storia
L'azienda, con sede a Parigi, debuttò nel mercato con un modello da 10 CV fiscali spinto da un bicilindrico posizionato posteriormente, a cui seguirono nel 1900 un più economico modello da 5 CV fiscali equipaggiato con un monocilindrico più un nuovo modello da 16 CV fiscali, ancora una volta spinto da un bicilindrico. Nel 1903 il modello da 5 CV fiscali venne sostituito da un 6 CV, ma già l'anno seguente questa azienda chiuse i battenti.